# Mansour al-Thagafi
Mansour Ateah al-Thagafi (arabisch منصور الثقفي, DMG Manṣūr aṯ-Ṯaqafī; * 14. Januar 1979) ist ein ehemaliger saudi-arabischer Fußballspieler.

## Karriere

### Klub
Er begann seine Karriere im Jahr 2001 bei al-Nasr. Dort spielte er bis zum Jahr 2007, dann wechselte er für ein Jahr zu al-Ahli. Danach kehrte er zu al-Nasr zurück, ehe er von 2009 bis 2010 noch einmal bei al-Ahli spielte. Von 2010 bis 2011 ließ er dann seine Karriere bei al-Qadsia in Kuwait ausklingen.

### Nationalmannschaft
Er war bereits Teil des Kaders der saudi-arabischen Nationalmannschaft bei der Weltmeisterschaft 2002, kam dort jedoch nicht zum Einsatz. Sein erster bekannter Einsatz war erst am 17. November 2004 bei einem Qualifikationsspiel für die Weltmeisterschaft 2006. Bei dem 3:0-Sieg über Sri Lanka wurde er später eingewechselt. Im Verlauf des Jahres 2005 folgten danach noch vier Einsätze bei Freundschaftsspielen. Danach erhielt er aber auch keine Einsätze im Nationaldress mehr.